# Neon Genesis Evangelion: The End of Evangelion
Neon Genesis Evangelion: The End of Evangelion (新世紀エヴァンゲリオン劇場版 THE END OF EVANGELION Air/まごころを、君に?, Shin seiki Evangerion Gekijō-ban: The End of Evangelion Air/Magokoro wo, Kimi ni, lett. "Evangelion versione cinematografica: The End of Evangelion Air/A te il mio animo sincero") è un film d'animazione del 1997 sceneggiato da Hideaki Anno, diretto dallo stesso Anno e co-diretto da Kazuya Tsurumaki.
Il lungometraggio, di produzione giapponese, fu realizzato come conclusione della versione cinematografica della serie televisiva Neon Genesis Evangelion, andata in onda fino al 1996, conclusasi con due episodi che diventarono fonte di controversie. Poco prima della sua uscita Hideaki Anno e lo studio Gainax produssero un lungometraggio chiamato Neon Genesis Evangelion: Death & Rebirth, formato da un riassunto dei primi ventiquattro episodi della serie e una breve anticipazione dell'opera. Come Death & Rebirth, The End of Evangelion venne concepito dai creatori per essere diviso in due parti, chiamate Episodio 25': Air / Love is destructive. ed Episodio 26': A te il mio animo sincero / I need you., versioni revisionate delle ultime due puntate della serie televisiva originale. Nel 1998 i due lungometraggi, parzialmente sovrapposti, vennero concatenati eliminando la parte in comune e ripubblicati con il nome di Revival of Evangelion.
La storia è incentrata su Shinji Ikari, giovane pilota di un mecha chiamato Eva, e sulla sua collega Asuka Sōryū Langley. Shinji durante il lungometraggio si ritrova a decidere il corso di un processo chiamato Progetto per il perfezionamento dell'uomo, in cui le anime degli esseri umani si uniscono in un'unica entità divina. Nel corso del processo il ragazzo accetta la realtà e se stesso per quel che è, rifiutando il Perfezionamento e preferendo vivere in un mondo in cui coesistere con le individualità degli altri esseri umani. Per il lungometraggio venne chiamato il personale dei doppiatori della serie originale, fra cui Megumi Ogata, Yūko Miyamura e Megumi Hayashibara.
Il lungometraggio diventò un successo di botteghino e incassò un miliardo e mezzo di yen. Con gli anni e l'accrescersi della fama del franchise di Evangelion è diventato un titolo di culto dell'animazione giapponese; è stato premiato agli Awards of the Japanese Academy, agli Animation Kobe e alla quindicesima edizione del Golden Gloss Award.

## Trama

### Episodio 25':Air/Love is destructive.
L'agenzia speciale Nerv, formalmente sotto le dirette delle Nazioni Unite, ha sconfitto tutti gli angeli, esseri antagonisti del genere umano. Nonostante ciò la base dell'organizzazione è ancora in stato di allerta di primo grado. Gendō Ikari, comandante in capo dell'agenzia, ha un colloquio con la Seele, un'associazione segreta intenzionata a dare avvio a un piano chiamato Progetto per il perfezionamento dell'uomo. La Seele, una volta smascherato definitivamente il tradimento del comandante Ikari, invia le Forze di autodifesa giapponesi ad attaccare e prendere possesso della base della Nerv, così da poter requisire l'elemento chiave per dare avvio al Perfezionamento: le macchine umanoidi Evangelion. Le truppe delle Forze di autodifesa entrano nel quartier generale e sterminano la maggior parte dei dipendenti, dando la massima priorità alla cattura degli Eva e all'uccisione dei loro piloti.
Per proteggere i piloti, Misato Katsuragi, maggiore del reparto bellico della Nerv, ordina il trasferimento di Asuka Sōryū Langley nell'Unità 02, entrambe posizionate in un lago sotterraneo situato nei pressi del quartier generale. Durante l'attacco Misato cerca di portare in salvo Shinji Ikari, pilota dell'Eva-01, e di condurlo a bordo dell'unità, morendo nel tentativo. Il comandante Ikari intanto si ritira assieme a Rei Ayanami nella zona più profonda del quartier generale per dare avvio alla propria versione del Progetto per il perfezionamento. Asuka riattiva l'Unità 02 e sconfigge le Forze di autodifesa. La Seele manda contro di lei le nove unità della serie degli Eva, che attaccano l'unità nemica, sfregiandola e divorandone le carni. Shinji, salito sull'Eva-01, vede il corpo dell'Unità 02 a brandelli e urla di terrore.

### Episodio 26':A te il mio animo sincero/I need you.
Gendō Ikari tenta di fondersi con Rei Ayanami per dare inizio al proprio Perfezionamento. Rei tradisce le sue aspettative e si fonde contro la volontà del comandante con il secondo angelo, Lilith. Le due entità formano un essere luminescente in rapida crescita, con la pelle di Lilith e le sembianze di Rei. La serie degli Eva crocifigge l'Unità 01 e dà avvio al rituale per il Progetto per il perfezionamento. Rei, raggiungendo dimensioni gigantesche, fuoriesce dal quartier generale e assorbe l'Eva-01 con Shinji Ikari al proprio interno. A differenza di quanto previsto nei piani originali della Seele, però, Shinji si ritrova nella condizione di poter decidere il corso del Perfezionamento.
Il ragazzo in un lungo flusso di coscienza rivive la propria vita, il suo arrivo alla Nerv e gli ultimi avvenimenti, analizzando la propria psiche tormentata e interrogandosi sulla sofferenza che viene dal contatto umano. Affranto e preso dall'angoscia, Shinji augura a tutti gli esseri umani di morire, compreso se stesso; le anime degli esseri umani si fondono in un'unica coscienza collettiva, mentre i loro corpi si trasformano in una sostanza chiamata LCL. Nel processo Shinji interagisce con l'anima di sua madre, Yui Ikari, custodita all'interno dell'Unità 01. Yui lo aiuta nel suo cammino verso l'autoconsapevolezza. Non temendo più di venir ferito dalle altre persone, Shinji sceglie di vivere in un mondo in cui esistono anche gli altri e rifiuta il Perfezionamento, facendo fallire i piani della Seele. In seguito alla sua decisione l'Unità 01 fuoriesce dal corpo di Lilith, che si smembra completamente. I nove Eva diventano di pietra e precipitano sulla terra, mentre l'Eva-01 si dirige verso lo spazio, assieme all'anima di Yui. Shinji, a distanza di tempo, si risveglia su una spiaggia con Asuka al proprio fianco. Il giovane cerca di strozzarla; Asuka accarezza la guancia di Shinji, che scoppia in lacrime e allenta la presa. Asuka, senza scomporsi, chiude il lungometraggio dicendo: "Che schifo".

## Produzione

### Genesi
La conclusione della prima messa in onda della serie animata Neon Genesis Evangelion, prodotta dallo studio Gainax, lasciò degli spettatori insoddisfatti. Stando alle informazioni ufficiali e le dichiarazioni del personale, a causa di problemi con la tabella di marcia e di ritardi nella produzione, nonché di una certa indecisione personale del regista, Hideaki Anno, i due episodi finali furono prodotti abbandonando il copione originale. Nel caso dell'ultima puntata, La bestia che gridò AMore nel cuore del mondo, Anno invece in un'intervista dichiarò di aver seguito almeno a grandi linee il progetto originale. I due episodi conclusivi, completamente incentrati sull'introspezione psicologica e su lunghi monologhi interiori dei protagonisti, Shinji in particolare, soddisfecero le aspettative dei membri dello studio Gainax, ma diventarono motivo di discussione per gli appassionati: pur portando a compimento le tematiche psicologiche più importanti della serie, il finale abbandonò l'intreccio narrativo principale, dando adito a polemiche. Il dibattito acquisì una portata nazionale, contribuendo ad alimentare la popolarità dell'opera originale, già alta durante la messa in onda. Gli appassionati richiesero un nuovo finale o, quantomeno, una conclusione che desse una risposta agli interrogativi rimasti irrisolti. Dopo la fine della serie inoltre Anno cadde in un difficile stato psicologico. Lui stesso dichiarò di aver sentito molte critiche nei confronti del suo operato, sentendosi accusato di essere stato sciatto e negligente. Egli lesse anche delle discussioni online in cui alcune persone discussero su quale fosse il miglior modo per ucciderlo; il regista, leggendo i commenti, smise di voler ritornare a lavorare in animazione e tentò di gettarsi sotto un treno e da un palazzo, ma i suoi tentativi di suicidio fallirono.

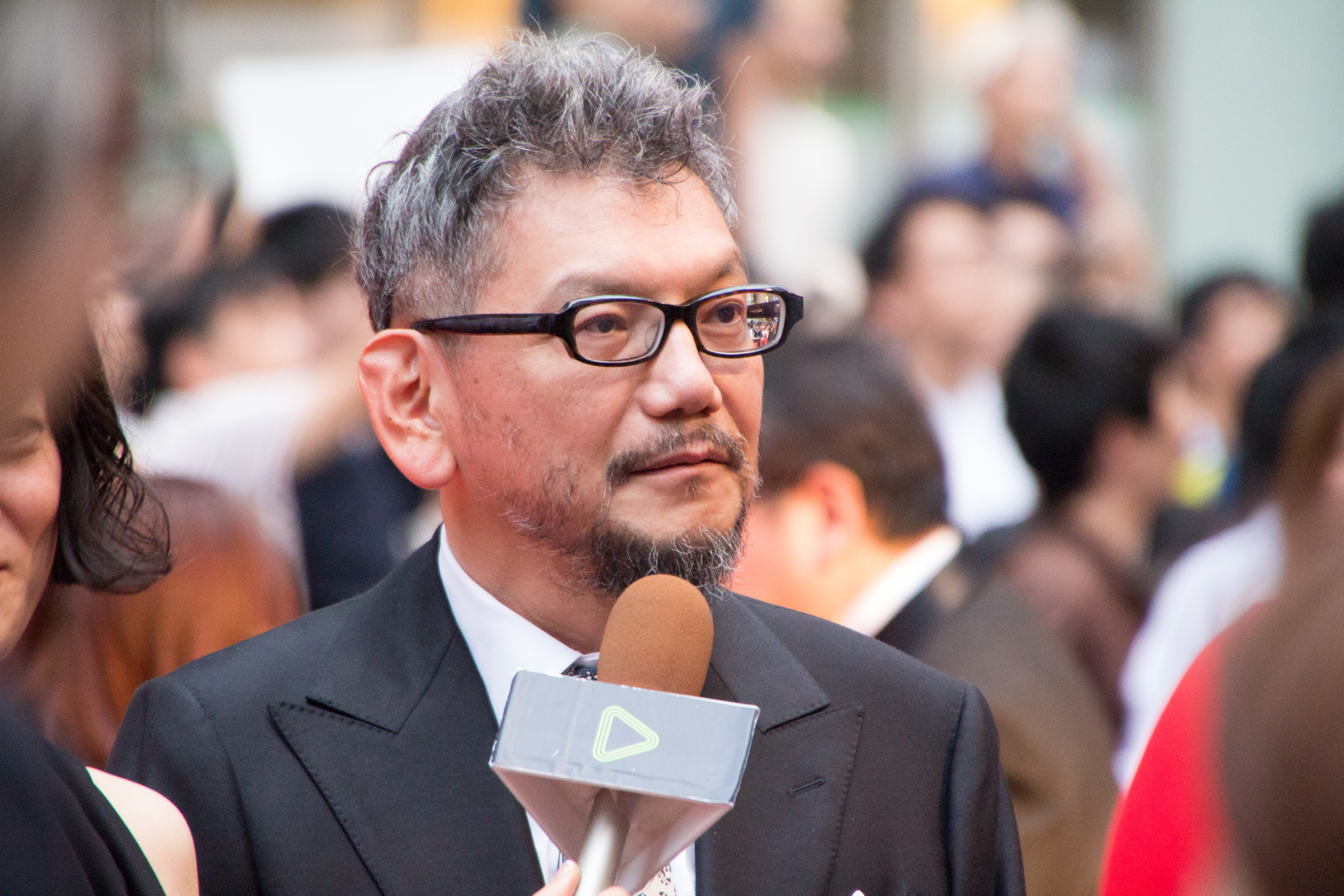
Hideaki Anno, regista e sceneggiatore di Neon Genesis Evangelion

Il 26 aprile 1996, circa un mese dopo la prima messa in onda dell'episodio conclusivo della serie, sulla rivista Monthly Shōnen Ace venne annunciata la produzione di un rifacimento delle ultime due puntate e di un lungometraggio con materiale completamente inedito. Il primo lungometraggio, Neon Genesis Evangelion: Death and Rebirth, avrebbe dovuto concludere definitivamente la narrazione della serie originale. Il secondo capitolo invece sarebbe stato un'opera cinematografica inedita, distaccata dalla serie originale e con un'ambientazione completamente diversa. Il progetto avrebbe dovuto essere distribuito per il solo mercato home video sotto forma di OVA, ma successivamente si optò per un'uscita cinematografica. Furono coinvolte, fra le varie società impegnate nel progetto, l'Imagica, una compagnia impegnata nel settore della post-produzione di pellicole, e varie aziende di moda per i costumi, come la Fiorucci, l'Americanino e l'Edwin.
Dietro suggerimento del character designer di Eva, Yoshiyuki Sadamoto, la pellicola inedita avrebbe dovuto essere ambientata in inverno, in contrasto con l'eterna estate in cui il Giappone è intrappolato nella serie animata. Lo scenario venne preso in considerazione anche da Hideaki Anno, desideroso di poter ricreare delle battaglie fra Evangelion su montagne innevate, nonostante la difficoltà tecnica che l'idea avrebbe richiesto. In uno scenario post-apocalittico, con un pianeta Terra quasi completamente distrutto e invivibile, gli esseri umani avrebbero vissuto all'interno di un'area protetta da un AT Field. Gli angeli, principali nemici della serie originale, avrebbero attaccato l'area concentrando le proprie forze sull'unico ponte di collegamento con il resto del mondo, divorando gli esseri umani.
La pellicola inedita avrebbe dovuto essere pubblicata nell'estate del 1997. La produzione di Rebirth però subì dei rallentamenti; il materiale prodotto raggiunse una mole tale da spingere a spezzettarlo e farlo confluire in due uscite diverse. A ciò si aggiunse anche la riluttanza dimostrata dai membri del personale, vessato dai ritmi di produzione, che fece rimandare a tempo indeterminato la realizzazione del lungometraggio inedito, che dunque non vide mai luce. Abbandonato il progetto inedito, a marzo del 1997 uscì Death and Rebirth. L'opera fu divisa in due segmenti di sessanta e venticinque minuti circa. Il primo segmento, Shi (シ? "morte") o Death, diventò un montaggio di vari spezzoni animati tratti dai primi ventiquattro episodi della serie, più alcune sequenze inedite. L'ultimo segmento invece, Shinsei (新生? "rinascita") o Rebirth, divenne una semplice anticipazione del vero finale della serie. Nel segmento furono inclusi i primi venti minuti del capitolo seguente, fermandosi proprio all'inizio dello scontro fra Eva-02 ed Eva Series. La Gainax annunciò quindi un secondo lungometraggio conclusivo, che avrebbe offerto, secondo le parole degli stessi autori, «lo stesso finale [della serie], ma visto da una prospettiva inedita».

### Regia e sviluppo

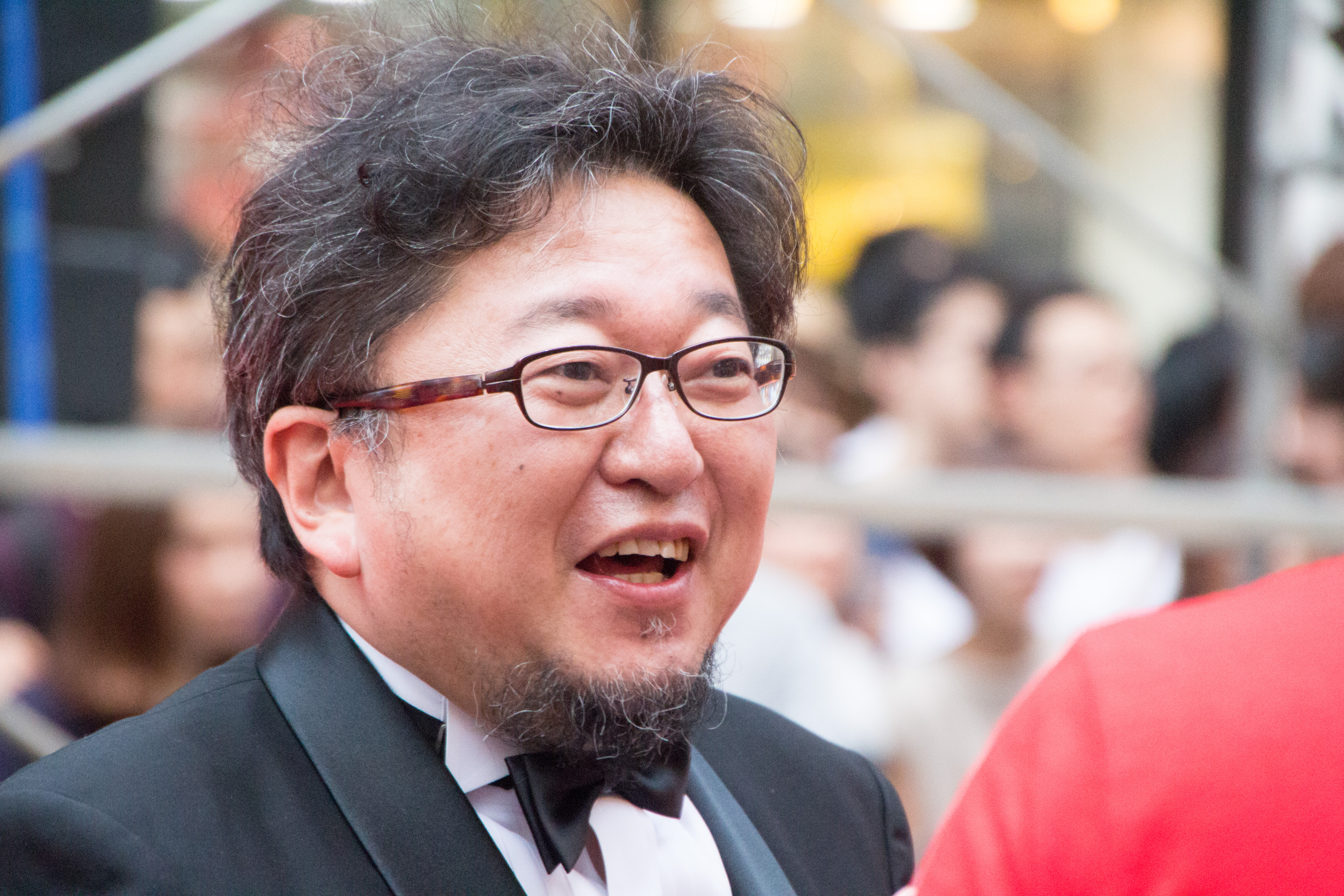
Shinji Higuchi collaborò con Anno sugli storyboard di A te il mio animo sincero

Hideaki Anno dopo la conclusione della serie cadde in un difficile stato psicologico, e Hayao Miyazaki, suo mentore e amico, gli consigliò di fermarsi e prendere una pausa. Il regista seguì il consiglio di Miyazaki e per qualche mese si prese una pausa e si riposò. La produzione per la versione cinematografia di Eva per la precisione incominciò l'8 novembre 1996, circa sei mesi dopo la messa in onda della puntata finale. La regia di Air venne affidata a Kazuya Tsurumaki, già assistente alla regia della serie televisiva. Nel processo furono coinvolti altri membri dello studio Gainax, come Masayuki e Shinji Higuchi, che collaborarono nella realizzazione degli storyboard seguendo fedelmente le direttive di Tsurumaki.
Per A te il mio animo sincero la regia fu affidata interamente ad Anno, che nelle fasi di realizzazione dello storyboard venne coadiuvato dallo stesso Higuchi e Jun'ichi Satō, citato sotto lo pseudonimo di Kiichi Jinme. Secondo Toshimichi Ōtsuki, produttore di Eva, il personale avrebbe iniziato a lavorare a The End of Evangelion prima ancora della conclusione della messa in onda della serie, e gli autori avrebbero lavorato fino all'ultimo minuto pur di completare in tempo il secondo lungometraggio. La Gainax inizialmente propose di chiamare l'opera Evangelion: Rebirth 2, ma in un secondo momento il titolo fu cambiato e si scelse per quello definitivo.
A differenza della grande campagna mediatica fatta per Death and Rebirth non si svolse una campagna pubblicitaria speciale per The End e le attività promozionali furono intenzionalmente ridotte all'osso. L'idea degli autori era quella di ricreare un funerale e «seppellire» Evangelion: Anno chiamò l'opera End per rappresentare la metaforica morte del progetto Evangelion; lui stesso fece in modo che l'opera morisse con le sue stesse mani, piuttosto che vedere la sua popolarità svanire lentamente. Il lungometraggio venne diviso come il precedente capitolo in due segmenti, chiamati "episodio 25" e "episodio 26", rifacimento di quelli della serie animata.
Come gli episodi della serie classica le puntate furono dotate di un doppio titolo: uno in giapponese, poi tradotto nelle varie edizioni italiane, e uno in inglese. Come titolo del primo segmento si pensò in una prima ipotesi a La porta sull'estate (夏への扉?, Natsu e no tobira), in riferimento all'omonimo romanzo fantascientifico di Robert A. Heinlein. Il personale in un secondo momento optò per Love is destructive (lett. "l'amore distrugge") o Air, con il doppio significato di "atmosfera" e di brano musicale. Al secondo episodio si diede il titolo di Magokoro wo, kimi ni, tradotto in italiano come A te il mio animo sincero. Seguendo una tradizione dello studio Gainax, solito scegliere come titolo dell'episodio conclusivo di una serie quello di un racconto o un lungometraggio già esistente, Magokoro wo, kimi ni rappresenta un omaggio a I due mondi di Charly, tratto dal romanzo Fiori per Algernon di Daniel Keyes, che venne distribuito in Giappone con lo stesso titolo. Nelle edizioni home video della serie furono pubblicate anche due anticipazioni di Air e Magokoro wo, kimi ni a ogni fine episodio, una con i grezzi della battaglia dell'Eva-02 e altre sequenze della pellicola e l'altra con un'inquadratura dal vivo di uno studio d'animazione.

### Sceneggiatura

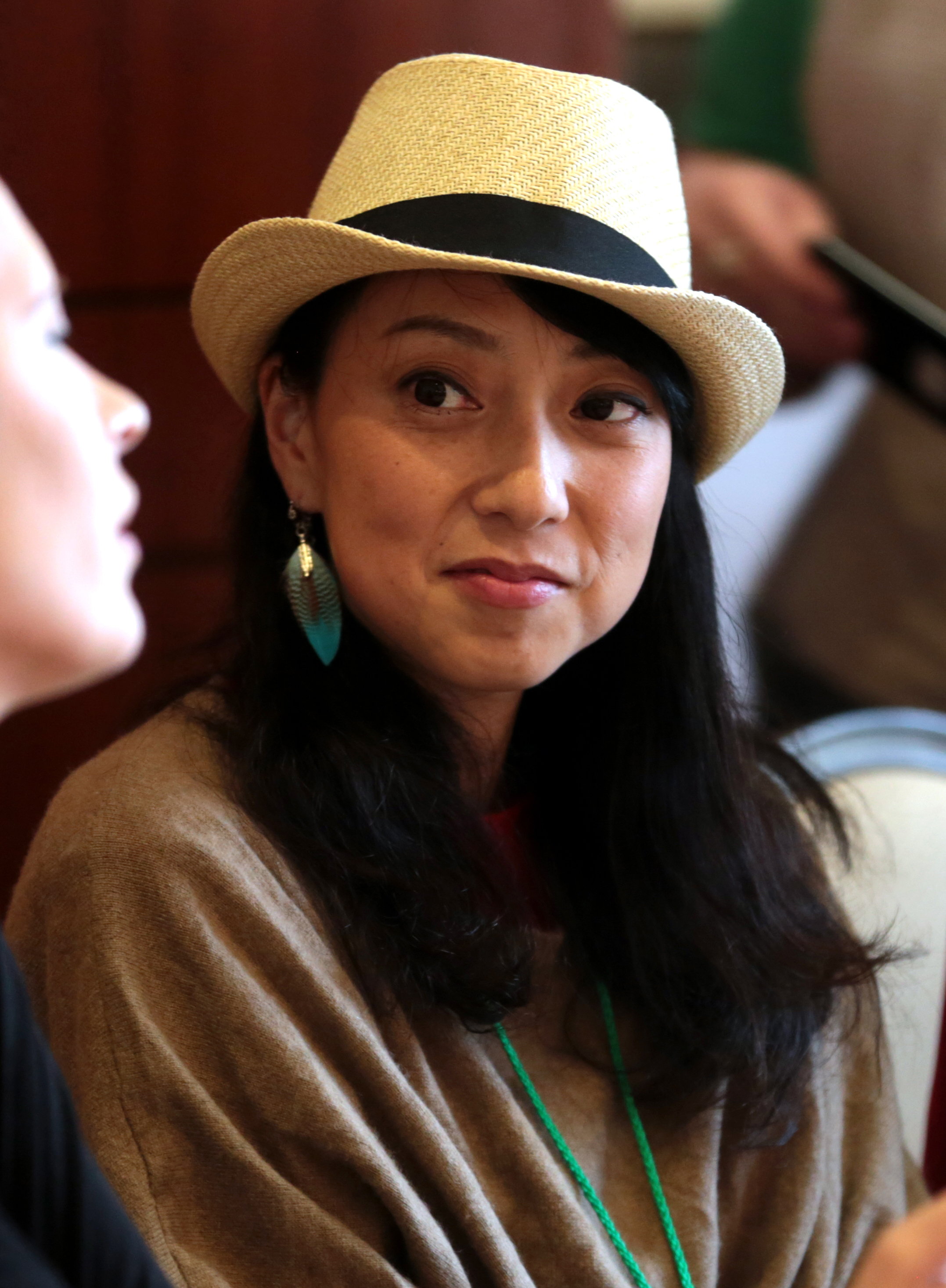
Yūko Miyamura, doppiatrice di Asuka Sōryū Langley

A causa dei limiti di tempo il copione originale del venticinquesimo e penultimo episodio della serie classica, Un mondo che finisce, rimase inutilizzato. Quando si decise di riprendere mano a Evangelion, quindi, Anno scrisse la sceneggiatura del segmento Air basandosi sul copione scartato. L'episodio venne strutturato in modo da avvicinarsi il più possibile al finale inizialmente voluto dagli autori. Per il secondo, A te il mio animo sincero, vennero aggiunte diverse linee narrative al copione originale, approfondendo le tematiche già proposte nell'episodio finale della serie.
I due finali, cinematografico e televisivo, furono concepiti come concettualmente identici; a differenza della conclusione televisiva, incentrata sulla psicologia dei protagonisti, per la versione cinematografica si decise di affrontare il Progetto per il perfezionamento dell'uomo da un punto di vista "esterno", laddove nella serie classica si era lasciato tutto all'introspezione dei personaggi principali, Shinji in particolare. Il tono della sceneggiatura venne influenzato dall'umore del personale, stanco, spossato e affaticato. L'umore di Shinji, su tutti, mutò rispetto al venticinquesimo episodio della serie classica, creando delle incongruenze. Svanito il senso di tensione della serie originale, i produttori faticarono durante il processo; Kazuya Tsurumaki in particolar modo lavorò al lungometraggio ritenendolo sino alla fine superfluo.
Durante la realizzazione della serie e di Death and Rebirth Hideaki Anno chiese a chiunque partecipasse alla produzione di Evangelion di dare il proprio contributo e fornire dei suggerimenti per chiudere gli eventi; il regista confidò in particolar modo in Higuchi, Sadamoto e Ikuto Yamashita, già mecha designer. Una delle proposte di Yamashita per il lungometraggio completamente inedito e mai realizzato, poi pubblicata in un libro ufficiale sulla serie, prevedeva che l'Eva-01 attaccasse la sede della filiale tedesca della Nerv, in possesso di un'arma chiamata "Cannone per l'invasione universale a lunga gittata", o "Colonna vertebrale del dio morto". Nello scenario del mecha designer inoltre ci sarebbe stata una guerra fra Evangelion in un mondo colpito da dei misteriosi raggi di luce capaci di trasformare le persone in creature simili a lupi mannari. La base della Nerv sarebbe stata una sorta di roccaforte sterilizzata, completamente circondata dagli uomini lupo; Shinji in un'analessi sarebbe diventato lui stesso il proprio Eva, con cui si sarebbe scambiato di corpo. I piloti di Evangelion inoltre avrebbero avuto nel mondo di Yamashita un peso nella politica, ma Asuka sarebbe stata guardata con sospetto dalla Nerv e come una traditrice dalla Germania, suo paese d'origine. Shinji in una scena del copione di Yamashita avrebbe corso sotto la luce della Luna ululando assieme ai lupi mannari, acclamato come loro re, mentre Rei avrebbe ucciso a sangue freddo un licantropo, dicendo di odiare gli animali.
In fase di sceneggiatura vennero apportate ulteriori modifiche. In una delle sequenze iniziali, per esempio, Shinji avrebbe salutato i suoi due ex compagni di classe e amici, Kensuke Aida e Tōji Suzuhara, presso la loro scuola media di Neo Tokyo-3, poco prima della loro partenza improvvisa per la Germania. Riprendendo l'ultima scena del diciassettesimo episodio di Evangelion, Tōji avrebbe fatto un tiro al canestro mentre è costretto su una sedia a rotelle. In Magokoro wo, kini mi invece Lilith e i nove Eva Series avrebbero formato uno schema a forma di triangolo, poi sostituito nella versione finale da un albero della vita orizzontale. Per l'ultima sequenza, in cui Shinji strangola Asuka e si interrompe di scatto quando la ragazza gli accarezza la guancia, Anno si basò su un fatto realmente accaduto a una sua conoscente. La donna in un'occasione venne strangolata da un uomo malintenzionato, ma nel momento in cui stava per essere uccisa lo accarezzò senza ragione. Quando l'uomo smise di stringerle il collo la donna riacquistò un atteggiamento freddo, pronunciando le parole che Asuka avrebbe detto a Shinji nel copione originale: «Non sopporto l'idea di farmi uccidere da uno come te» (あんたなんかに殺されるのは真っ平よ?).

### Doppiaggio
Per Neon Genesis Evangelion: The End of Evangelion furono chiamati tutti i doppiatori della serie animata originale, eccezion fatta per alcuni personaggi esclusi in fase di scrittura dalla sceneggiatura, come Tōji Suzuhara e Kensuke Aida. Dopo l'ultima sessione di doppiaggio Hideaki Anno chiese ai membri della troupe di rifare il lungometraggio da capo. I doppiatori rifecero quasi tutte le scene, con istruzioni dettagliate dello stesso regista. Anno in particolare chiese a tutti i membri di recitare proprio come una pellicola dal vivo, distaccandosi il più possibile dai tipici doppiaggi di prodotti d'animazione. Nei punti in cui Anno volle concentrarsi sui dialoghi ed enfatizzare la recitazione del doppiatore egli decise di puntare la telecamera di spalle, lasciando i personaggi fuori campo o in campo lungo, così da evitare che le espressioni del viso o il labiale condizionassero troppo i doppiatori. Per l'occasione anche le scene di Air già presenti in Rebirth vennero doppiate nuovamente.
- Megumi Ogata interpreta Shinji Ikari, quattordicenne protagonista di Neon Genesis Evangelion. Come per la serie televisiva Ogata si immedesimò molto nel proprio ruolo, trovando però molte difficoltà per via degli urli che fu costretta a fare nelle sessioni di registrazione[63]. Al momento di doppiare l'ultima scena del lungometraggio, in cui Shinji strozza Asuka, Ogata strangolò effettivamente la collega Yūko Miyamura. Miyamura infatti, nonostante i numerosi tentativi, non riuscì a riprodurre dei suoni realistici di uno strangolamento e chiese personalmente aiuto alla collega[66]. A causa dell'agitazione Ogata le strinse il collo in maniera troppo forte, rischiando di guastarle la voce e non riuscire a farle recitare le battute rimanenti[67]. Nonostante la scena fosse lunga solo pochi minuti e cinque pagine di copione, inoltre, la registrazione richiese circa un'ora e mezza di lavoro[68].
- Yūko Miyamura riprende il ruolo di Asuka Sōryū Langley. Come per la serie originale Miyamura ebbe influenza sul regista, cambiando dei dettagli del proprio personaggio. Nella sceneggiatura originale, Asuka, dopo essere appena stata strozzata da Shinji, avrebbe pronunciato la frase finale, «Non sopporto l'idea di farmi uccidere da uno come te», con il tono più freddo possibile[69][70]. Insoddisfatto della battuta e dell'interpretazione di Miyamura Anno le chiese d'immaginare uno sconosciuto che si intrufola di soppiatto nella sua stanza, che potrebbe violentarla in qualunque momento ma che preferisce masturbarsi guardandola dormire. Il regista le domandò inoltre che cosa avrebbe detto se si fosse svegliata di colpo, accorgendosi dell'accaduto. Miyamura, disgustata dalla scena, rispose dicendogli «Che schifo» (気持ち悪い?, kimochi warui). Anno dopo la conversazione cambiò la battuta finale ricalcando la reazione della doppiatrice[71].
- Megumi Hayashibara dà voce a Rei Ayanami, Yui Ikari e all'Eva-01.
- Kotono Mitsuishi interpreta il maggiore Misato Katsuragi. La Mitsuishi trovò delle difficoltà durante il processo di recitazione a causa della personalità del personaggio, «perché Misato non è il tipo che parla facilmente dei propri veri sentimenti»[63][72].
- Fumihiko Tachiki è Gendō Ikari. Tachiki trovò difficoltoso riuscire a immedesimarsi o a comprendere il personaggio. Durante le sessioni ricevette il supporto del personale, venendo istruito e diretto passo dopo passo da Hideaki Anno e dal direttore del suono, che lo aiutarono a completare il lavoro[63]. Le sessioni per il doppiaggio di Gendō durarono due giorni circa[68].
- Yuriko Yamaguchi ritorna nel ruolo di Ritsuko Akagi. Durante il lungometraggio Ritsuko cerca di distruggere il quartier generale della Nerv, ma viene uccisa dall'ex amante Gendō Ikari con un colpo di pistola. Poco prima di spararle il comandante Ikari dice: «Ritsuko Akagi, in realtà..». La parte conclusiva della battuta non venne doppiata, lasciando alla sensibilità e all'interpretazione dello spettatore decidere come completarla. Ritsuko alle parole del comandante risponde: «Che gran bugiardo». La battuta richiese alla Yamaguchi particolari sforzi interpretativi e recitativi, ma non seppe mai con precisione quali fossero le parole di Gendō. Al momento di doppiare la scena, Hideaki Anno, notando il suo stato emotivo, le diede un indizio nascosto; Yamaguchi stessa disse che «con quell'unico e incredibile indizio che mi diede Anno, io e Ritsuko fummo definitivamente sconfitte»[63]. La frase negli storyboard originali avrebbe dovuto essere coperta dal rumore di un'esplosione[73].

### Animazione ed effetti sonori
Come direttori all'animazione e del mecha design furono chiamati Kazuchika Kise, conosciuto anche come Kouse Kazuya, membro della Production I.G e direttore artistico di alcuni episodi della serie televisiva, e Takeshi Honda, animatore della sigla di apertura di Evangelion, Zankoku na tenshi no these. Come direttori artistici del ventiseiesimo episodio invece furono scelti Shunji Suzuki, Teishi Hiramatsu e lo stesso Hideaki Anno. Suzuki e Hiramatsu si occuparono della direzione delle scene, mentre Anno gestì e coordinò i combattimenti fra i mecha. Anche Tsurumaki venne coinvolto nella realizzazione delle animazioni e fu chiamato all'ultimo minuto per aiutare nel processo di colorazione. Masayuki, assistente alla regia di Neon Genesis Evangelion e regista di Death, partecipò attivamente alla produzione delle animazioni, degli storyboard e dei manifesti promozionali. Il personale lo incaricò di sovraintendere alle sequenze in cui fosse prevista la presenza di acqua o di onde, generalmente considerate la parte più difficile del lavoro di un animatore, in qualità di visual water artist. Come direttore degli effetti speciali invece fu scelto Makoto Kamiya. Come assistenti animatori furono nominati Hisaki Furukawa e Yō Yoshinari, Harumi Takaboshi come colorista, Hiroshi Katō in qualità di direttore artistico e Hisao Shirai di direttore della fotografia. A differenza della serie televisiva, che venne prodotta in formato 16 millimetri, per la versione cinematografica si usò la pellicola 35 millimetri.

La scena del Perfezionamento, con Lilith che raccoglie le anime dell'intera umanità. La scena fu realizzata grazie alla grafica computerizzata e al contributo della Production I.G

Nella realizzazione la Gainax coinvolse lo studio Production I.G, che aveva precedentemente collaborato alla realizzazione di alcuni episodi della serie originale. Durante la produzione si decise di migliorare la qualità del segmento di Air già incluso in Rebirth e fu fatto largo uso della grafica computerizzata, così da dare più tridimensionalità alle immagini e superare qualitativamente le animazioni della serie televisiva originale. Il contributo più importante venne dallo studio Omnibus Japan, noto per aver contribuito alla realizzazione di Patlabor 2: The Movie e Ghost in the Shell. Gran parte delle sequenze in computer grafica furono inserite all'inizio del Progetto per il perfezionamento e nelle scene del Third Impact, in cui il globo terrestre viene cosparso di luci cruciformi.
Le società si divisero i compiti a seconda delle necessità tecniche e delle scelte stilistiche delle scene da animare. La Production I.G, ad esempio, si occupò delle scene in computer grafica 3D, praticamente impossibili da realizzare con metodi tradizionali, come i fotogrammi introduttivi delle nove unità della serie degli Eva, mentre lo studio Gainax realizzò quelle che richiesero una computer grafica in 2D, come quelle con le schermate dei computer. Le sequenze dello scontro fra Unità 02 e Forze strategiche di autodifesa evocano quelle della battaglia fra l'angelo Sachiel e le truppe delle Nazioni Unite presente nel primo episodio della serie animata originale. Nel corso del lungometraggio inoltre vennero riprese delle immagini mostrate nel venticinquesimo episodio originale, come quella dell'Eva-02 e Asuka in fondo a un lago o i cadaveri di Ritsuko e Misato. Durante il Perfezionamento invece furono inseriti brevi fotogrammi in cui Shinji vede dei corpi femminili nudi disegnati ad acquarello.
Gli effetti sonori furono commissionati personalmente da Hideaki Anno a Toru Noguchi, che aveva lavorato con lui già per la serie televisiva Nadia - Il mistero della pietra azzurra, uscita qualche anno prima di Evangelion. Anno chiese a Noguchi il massimo del realismo, così da poter comunicare sensazioni che i rodovetri e l'animazione su celluloide non sono in grado di esprimere, proprio come in un normale prodotto cinematografico. Particolare attenzione venne data al rumore dei laser, dell'AT Field o del canto delle cicale di sottofondo tipico della serie, che venne appositamente modulato per armonizzarsi con la colonna sonora. Per i movimenti degli Evangelion chiese di ricreare «il rumore che farebbero i fasci di fili metallici se si contraessero come fossero muscoli», trattandoli come se fossero esseri viventi. Per tale ragione si evitarono tutti i suoni normalmente usati in altri anime mecha. Per riprodurre il suono del coltello Prog-Knife, ad esempio, Noguchi e Anno rielaborarono il rumore metallico di un vero taglierino. Anche in tal caso le richieste del regista furono minuziose; egli chiese in particolare di usare gli stessi effetti di una mitragliatrice apparsa in una pellicola sulla seconda guerra mondiale o di riprodurre i suoni di particolari navi storicamente esistite. Durante il processo Noguchi fu affiancato da Makoto Sumiya, tecnico di registrazione della Tokyo TV Center.

### Riprese

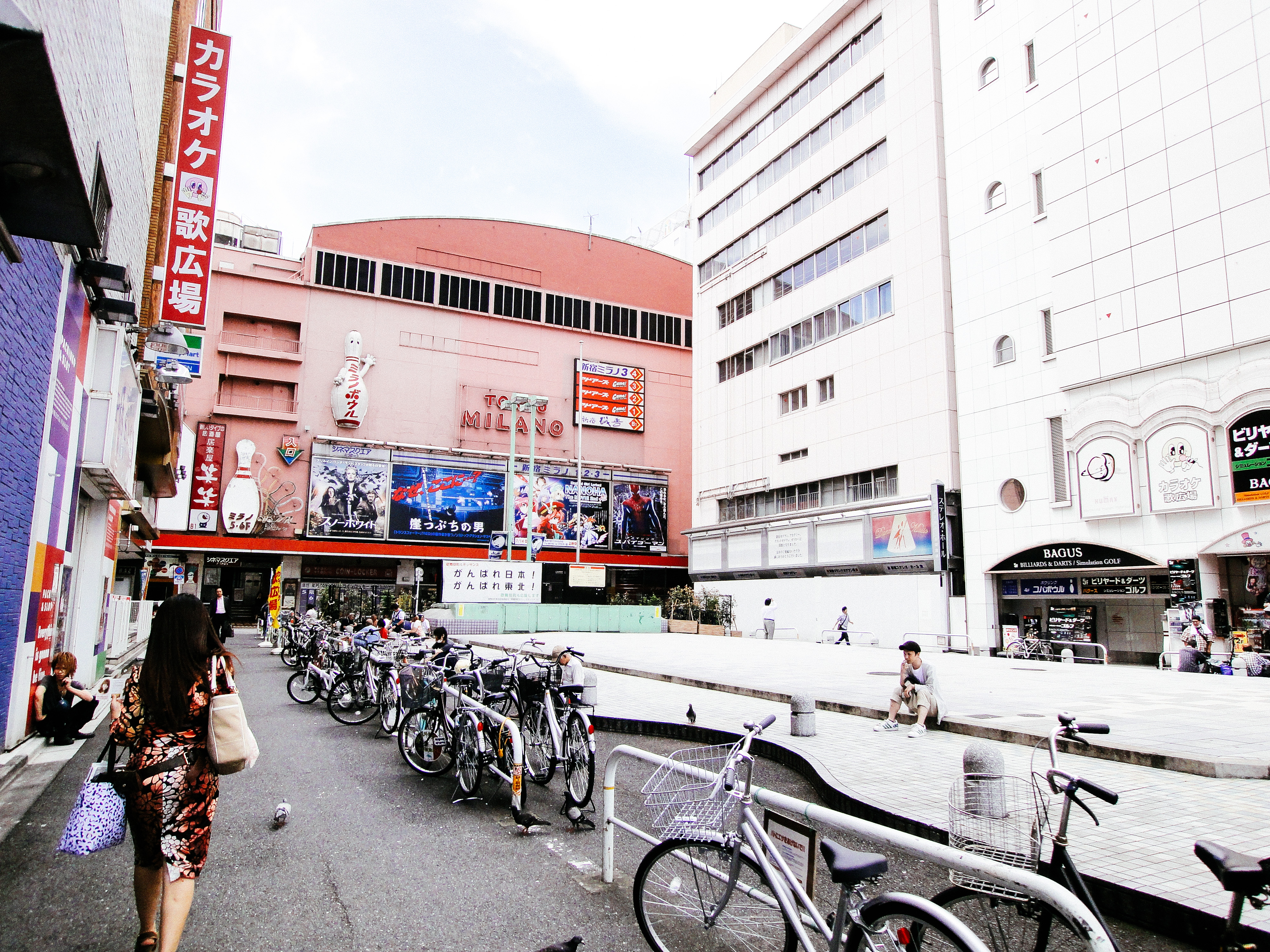
Lo Shinjuku Milano-za, cinema di cui fu ripresa una sala durante la proiezione di Death & Rebirth

Per la realizzazione del segmento A te il mio animo sincero si decise d'inserire alcune sequenze dal vivo, così da rappresentare l'universo interiore di Shinji attraverso delle riprese del mondo reale. Fra le varie scene dal vivo furono introdotti scorci urbani, di lampioni, treni, graffiti e delle riprese ritraenti le tre doppiatrici femminili principali della serie, Megumi Hayashibara, Kotono Mitsuishi e Yūko Miyamura. Tutte le sequenze dal vivo, riprese da una troupe chiamata Special Production Team, furono otticamente distorte. Hideaki Anno si occupò del copione delle scene fungendo da capo regista; durante il processo fu assistito da Shinji Higuchi in qualità di direttore degli effetti speciali, con cui discusse varie idee e confrontò le proprie opinioni in merito a ogni singolo fotogramma delle sequenze. Il mondo di Shinji venne intenzionalmente rappresentato con toni più aspri rispetto al finale televisivo, dunque le scene vennero eseguite con diverse metodologie operative, come riprese a più rodovetri sovrapposti o rovesciati o sequenze in 3DCG, ossia computer grafica tridimensionale. Nella scena viene infatti inquadrato il panorama di una città simile a Neo Tokyo-3, realizzato integrando degli elementi in CG. Altre inquadrature furono girate nel cinema Shinjuku Milano-za (新宿ミラノ座?), sito nel quartiere Shinjuku di Tōkyō, e nel montaggio finale venne aggiunta la ripresa di una sala del cinema gremita di spettatori del precedente lungometraggio di Evangelion.
Alla fine del segmento furono inseriti fotogrammi ritraenti dei graffiti scritti sui muri del Gainax Shop, degli scarabocchi e delle e-mail apparentemente scritte da appassionati della serie, inclusa la scritta "Anno, ti ucciderò!!" (庵野、殺す！！?). Essa sarebbe, secondo alcune voci di corridoio, una delle lettere minatorie che alcuni appassionati, insoddisfatti degli ultimi due episodi di Evangelion, avrebbero inviato al regista dopo il finale della serie. Le lettere in verità non sono reali, ma vennero create ad hoc dal personale sulla base di alcune email realmente ricevute dalla Gainax; quasi tutte le finte lettere, inoltre, non contengono critiche, ma sono di apprezzamento e di encomio agli autori per l'uscita di Death & Rebirth. La produzione con le finte e-mail cercò di simulare le ipotetiche reazioni degli appassionati, così da riflettere sui rapporti che si instaurano «fra un'opera e i suoi ammiratori».
Negli intenti originali degli autori era previsto un segmento più lungo, con un contenuto differente rispetto alla versione finale.  Il segmento originale verteva sul personaggio di Asuka, che si sarebbe svegliata in un appartamento dopo aver bevuto e passato la notte con Tōji Suzuhara, con il quale avrebbe intrapreso una relazione sessuale e sentimentale. Misato Katsuragi sarebbe stata la coinquilina dell'appartamento accanto al suo, e Rei Ayanami, nella serie originale sua rivale, sarebbe stata una sua collega di lavoro e una sua senpai, vivendo dunque un rapporto meno teso. Nell'universo alternativo presentato nelle riprese dal vivo Shinji non sarebbe mai esistito; camminando per le strade di Neo Tokyo-2, però, Asuka avrebbe sentito la voce del ragazzo chiamarla. Parte delle scene poi eliminate furono usate per i video promozionali del lungometraggio. Durante la produzione Anno decise poi di tagliare il segmento; secondo la rivista Evangelion Chronicle sembra che il regista abbia preso la decisione vista la doppia uscita cinematografica del finale, originariamente non prevista.
Il lavoro di registrazione incominciò il 19 gennaio 1997, continuando per diversi giorni. Le sessioni si svolsero nella città di Matsumoto, nella prefettura di Nagano, in un paesaggio innevato, dove si tennero le riprese per la città di Neo Tokyo-2, riprendendo tralicci, specchi d'acqua e scorci urbani vari. Altro luogo scelto per le riprese fu Kōfu, mentre quelle per la scena ambientata in una sala cinematografica si tennero il 14 marzo, alla première di Death and Rebirth. Due mesi dopo, l'8 maggio, vennero svolte delle riprese con tre manichini di Rei, Asuka e Misato in una strada di una città giapponese, e l'ultimo giorno di lavoro fu il 10, quando Anno e gli altri addetti alle riprese registrarono in un parco giochi. Una versione della sequenza dal vivo scartata, montata seguendo la sceneggiatura dell'epoca, venne poi inclusa nell'edizione Renewal della serie e nella successiva edizione in Blu-Ray. Nelle edizioni non fu però aggiunta la versione definitiva, perché del materiale originale andò perduto dopo il cambio di programma. Il responsabile della regia, Anno, cercò comunque di costruire un montaggio il più possibile vicino all'intenzione originale. Le battute finali di Shinji inoltre, che all'epoca non furono registrate, furono per l'occasione recitate dallo stesso Anno.

## Colonna sonora
La colonna sonora di The End of Evangelion fu composta da Shirō Sagisu, già autore delle tracce della serie originale. Per il lungometraggio venne utilizzata una vasta selezione di brani di Johann Sebastian Bach. Il venticinquesimo episodio venne intitolato Air per omaggiare il secondo movimento della suite per orchestra n. 3, conosciuto come Aria sulla quarta corda e utilizzato in una delle scene chiave della puntata. Nella seconda metà della pellicola fu inserito invece il decimo movimento della cantata Herz und Mund und Tat und Leben dello stesso compositore. L'uso di musica classica in scene di violenza è stato paragonato a quello delle opere di Stanley Kubrick; lo stesso Hideaki Anno sostenne invece di non essere stato influenzato «così tanto» da Kubrick.
Per Aria sulla quarta corda fu usata una versione arrangiata e registrata da Sagisu, mentre per Jesus bleibet meine Freunde una versione proveniente da una fonte già esistente. Per il lungometraggio furono scritte inoltre due canzoni originali. La prima, Thanatos: If I can't be yours (lett. "Thanatos: Se non posso essere tua"), è basata su una colonna sonora della serie originale. Il brano venne affidato alla cantante gospel Loren assieme all'artista Martin Lascelles, citato sotto lo pseudonimo di Mash. Loren registrò il singolo nel giugno del 1997 a Londra, sotto supervisione di Toshimichi Ōtsuki. Il pezzo venne poi usato per dei titoli di coda posti fra i due segmenti di The End. La seconda canzone, Komm, süsser Tod (lett. "Vieni, dolce morte" in lingua tedesca), è interpretata dalla cantante Arianne, con testo in inglese tradotto da un originale giapponese di Anno. L'espediente di una canzone scritta dal regista e usata in un lungometraggio conclusivo di una serie animata era stato usato anni prima per Mobile Suite Gundam III: Incontri nello spazio, terzo lungometraggio sulla serie Mobile Suit Gundam; la melodia del pezzo, omonimo a una sinfonia di Bach (BWV 478), è stata paragonata a quella di Hey Jude dei The Beatles.
Sagisu cercò di far girare il suono della chitarra di Komm, süsser Tod in rotazione da tutte le uscite surround. Il regista chiese al compositore di creare un pezzo in modo che tutto, dalle progressioni armoniche alle sovrapposizioni degli strumenti, si accordasse alle immagini dello schermo. In A te il mio animo sincero, inoltre, per dare maggiore realismo a una scena ambientata in un parco giochi si decise di usare una canzone giapponese cantata da bambini di età prescolare. Il produttore Satsukawa, assieme a un'apposita squadra, per soddisfare le richieste del regista fece visita all'asilo comunale Haishima di Akishima, frequentato dalla figlia di Mitsuhisa Ishikawa, cofondatore della Production IG.
Per The End furono composti e registrati diciotto brani originali. Il 26 maggio 1997 si tennero al Tokyo Victor Studio le registrazioni delle parti risistemate della colonna sonora per la versione cinematografica. Oltre a Komm, süsser Tod venne scritta una canzone chiamata Everything You'Ve Ever Dreamed, pensata per essere inclusa nelle sequenze del Progetto per il perfezionamento. Il brano, scartato in fase di produzione, venne poi inserito nell'album Refrain of Evangelion. La colonna sonora fu raccolta in due album pubblicati nell'agosto e nel novembre del 1997. Nel primo album, chiamato The End of Evangelion, furono incluse solamente tre tracce: Thanatos -If I Can't Be Yours-, Komm, süsser Tod e II Air. Nel secondo, anch'esso chiamato The End of Evangelion, furono incluse le altre tracce.

## Tematiche trattate e riferimenti culturali
(Hideaki Anno)

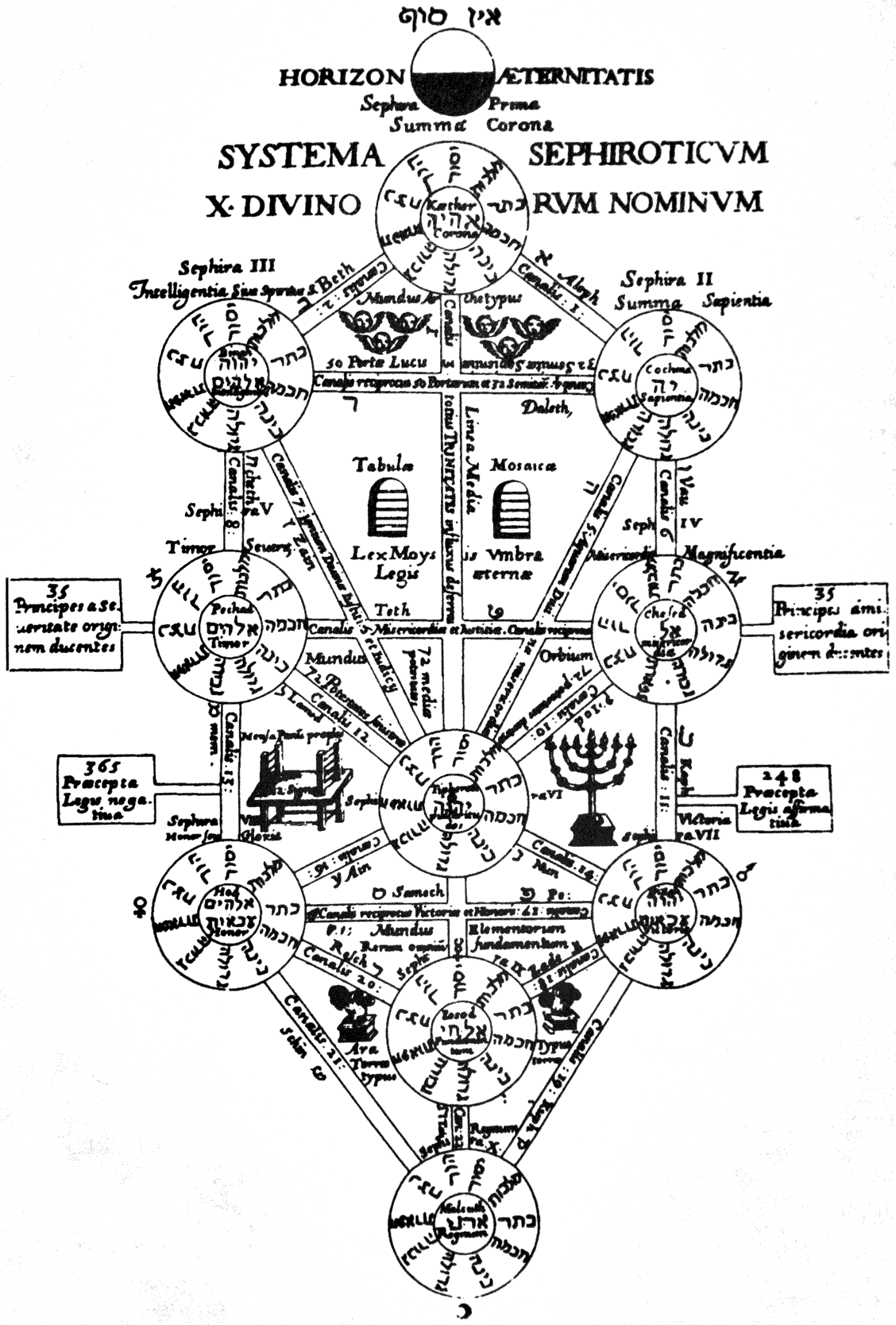
L'albero della vita con le dieci sĕfirōt. In A te il mio animo sincero i nove Mass Production Model e l'Eva-01 formano tale diagramma durante l'inizio del rituale per il Perfezionamento

Per la trama di Neon Genesis Evangelion: The End of Evangelion gli autori presero spunto da alcune opere giapponesi precedenti, come Devilman di Gō Nagai e Ideon: Be Invoked di Yoshiyuki Tomino. In Be Invoked, capitolo conclusivo della serie Densetsu kyojin Ideon, viene proposto lo sterminio della razza umana e uno scenario simile a quello di The End. Il massacro del personale della Nerv, in particolare, è stato collegato dalla critica alla strage della Nave Solo, l'albero della vita all'Ide e il Third Impact all'Armageddon finale perpetrato dall'Ideon. Lo stesso Anno sostenne di essere stato influenzato da Devilman e dall'ultimo volume del manga di Nausicaä della Valle del vento di Miyazaki. Altri critici hanno paragonato la visione apocalittica di The End a quella di opere di fantascienza precedenti, come La musica del sangue di Greg Bear e Le guide del tramonto di Arthur C. Clarke.
Il critico Nozomi Oomori e lo scrittore Hiroyuki Morioka hanno collegato la cripticità della pellicola a quella di 2001: Odissea nello spazio di Kubrick, nonché alla fantascienza widescreen baroque, caratterizzata da stravaganza, violenza e trame intricate. Takahashi Watanabe della rivista Animage invece ha notato come nella seconda metà del lungometraggio appaia l'immagine della sizigia planetaria, come in 2001 di Kubrick, mentre Scott Rider della rivista Ex ha paragonato Air alle opere di Harlan Ellison. Alcune sequenze, inoltre, potrebbero essere state influenzate dalla copertina della raccolta di racconti fantascientifici Il generale abbatte un angelo di Howard Fast, illustrata da Karel Thole; sulla copertina è visibile infatti il volto di un gigantesco essere adagiato su un mare tinto di rosso.
Alcuni interpretarono il tono violento e cupo della pellicola come una risposta alle critiche alzate dagli appassionati in seguito alla conclusione della serie originale e una vendetta nei confronti degli appassionati stessi. L'assistente Kazuya Tsurumaki, interrogato in proposito, affermò che il finale «non è il frutto di rancore nei confronti degli appassionati», visto che fu concepito violento e cupo fin dall'inizio, «affinché gli appassionati capissero che un'opera di animazione può avere anche un finale tragico». The End of Evangelion venne scritto riflettendo lo stato d'animo del personale e di Hideaki Anno in particolare. Watanabe di Animage lo ha descritto come un «shishōsetsu», un romanzo confessionale giapponese. Lo stesso Anno ha descritto la sua autoesposizione come una «masturbazione». Secondo le interpretazioni di alcuni appassionati inoltre Shinji rappresenterebbe lo stesso regista, mentre Asuka rappresenterebbe la sua doppiatrice, Miyamura, secondo alcune voci di corridoio allora sentimentalmente legata con Anno.
Come la serie originale, permeata da riferimenti culturali alla filosofia e alla psicologia, in The End of Evangelion furono aggiunte una grande quantità d'informazioni, in uno stile definito dagli stessi materiali ufficiali «pedante». Anno, stando a quanto da lui stesso riferito, inserì dei termini per creare atmosfera e far credere che ci fosse qualcosa di più profondo dietro, così da poter «sembrare intelligente». Nel corso della pellicola vengono citati elementi dell'ebraismo e del cristianesimo, come il numero della Bestia, l'albero della vita, l'albero delle sefirot, le stimmate, il diluvio universale, l'arca di Noè e l'Apocalisse di Giovanni.
Ai riferimenti spirituali si aggiungono citazioni alla psicoanalisi di Sigmund Freud, più in particolare alla dicotomia pulsionale fra Eros e Thanatos. Secondo i critici tutti i personaggi si ritrovano costantemente in bilico fra la pulsione sessuale e di vita, o libido, e quella distruttiva e suicidiaria di destrudo. Delle scene della pellicola sono state interpretate come una rappresentazione degli istinti sessuali di Shinji, come quelle in cui vede Asuka a letto o Misato avere un rapporto sessuale con l'amante Ryōji Kaji. Altre scene invece sono state viste come una rappresentazione della sua pulsione di morte, come quella in cui distrugge una piramide di sabbia costruita con due bambine piccole o quella in cui strangola Asuka e appaiono disegni infantili di animali morti. Anche i testi delle due canzoni della pellicola, intitolate Thanatos e Komm, süsser Tod, sottolineerebbero l'importanza della dialettica pulsionale per il percorso del protagonista. Lo stesso Perfezionamento, in cui Shinji augura la morte di tutti gli esseri umani, lui compreso, è stato collegato al Thanatos e alla destrudo. Alla fine di The End il ragazzo rifiuta il processo e Yui gli dice che «tutti gli esseri viventi possiedono la capacità di riacquistare la propria forma umana e il desiderio di continuare a vivere», facendo valere la pulsione di vita. Altro simbolismo psicoanalitico individuato dalla critica è quello del ritorno al grembo e dell'utero, trovato nel nucleo dell'Eva-01, nelle stimmate e sulla fronte di Lilith, nonché nella forma della sabbionaia in cui Shinji da piccolo costruisce un castello di sabbia.

### La scena finale

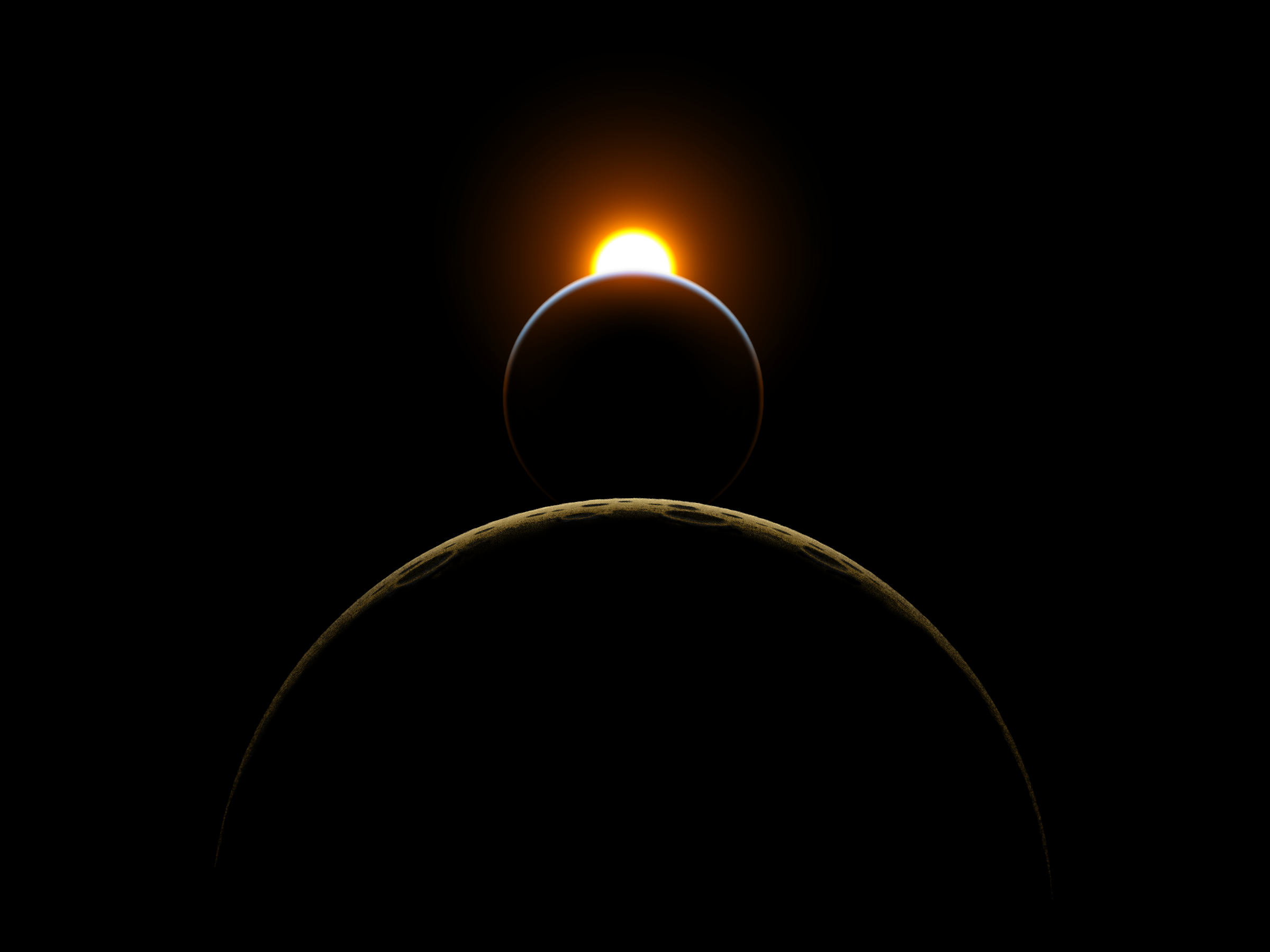
Nella seconda metà di The End compare l'immagine della sizigia planetaria, similmente a 2001: Odissea nello spazio di Kubrick

Nell'ultima scena di The End, in cui Shinji si risveglia con la sola Asuka su una spiaggia deserta, quest'ultimo strangola la ragazza, che gli accarezza la guancia. Shinji inizia a piangere, allentando la presa, mentre lei chiude l'opera dicendo: «Che schifo». L'accademica Mariana Ortega ha interpretato le due figure solitarie di Asuka e Shinji, scampati al Third Impact, come due nuovi Adamo ed Eva. Secondo Hiroyuki Morioka invece «la vita quotidiana ricomincerà».
La frase finale di Asuka è subito diventata oggetto di dibattiti fra gli appassionati della serie, assieme allo strangolamento di Shinji. Il sito Anime Nation ha provato a darne una propria interpretazione, considerando la frase «Che schifo» come la presa di consapevolezza di Asuka dell'esistenza di un altro essere umano, Shinji stesso. La medesima frase viene pronunciata dalla stessa Asuka in una scena della director's cut del ventiduesimo episodio, quando, disgustata dal contatto umano, rifiuta di condividere lo spazio e la propria esistenza con Shinji o Misato. Dunque, per Anime Nation, Shinji strangolerebbe Asuka per dimostrare a se stesso che lei è un «essere distinto e separato da lui», cioè l'Altro, mentre le parole finali di Asuka sarebbero «una rielaborazione della famosa citazione di Jean-Paul Sartre "L'inferno sono gli altri"». Nel gioco di figurine ufficiali della serie viene fornita una spiegazione simile, ossia: «La prima cosa che fa [Shinji] dopo essere ritornato in sé è quella di mettere le mani intorno al collo di Asuka, per sentire l'esistenza di un "altro" e confermare il rifiuto e la negazione».
Per Takashi Murakami, Shinji, tentando di uccidere Asuka, in realtà starebbe chiedendo aiuto alla ragazza, in cerca di comprensione. Vedendo uno Shinji «patetico», capace di comunicare soltanto con se stesso, lei prova disgusto, e la sua risposta rappresenterebbe per Murakami ciò che la società pensa di lui. In contrasto con il tono ottimistico del finale della serie, Shinji sembra fermarsi solo perché inizia a piangere e provare di nuovo disgusto per se stesso. Con la frase finale, inoltre, Asuka si riappropria dell'orgoglio e dell'egoismo che contraddistinguono il suo personaggio; secondo i critici le parole «Che schifo» lascerebbero intendere che nessun personaggio sia cambiato o diventato una persona migliore, e che nulla di quanto visto nella pellicola abbia un significato. Nozomi Omori ha paragonato la scena alla raccolta di racconti di fantascienza The Terminal Beach di J. G. Ballard.
Lo scrittore Kazuhiza Fujie ha interpretato il gesto dello strangolamento come un riferimento al Thanatos freudiano, inevitabilmente presente in ogni momento della vita, e all'impossibilità di vivere da soli, collegata al titolo I need you. Shinji secondo Fujie alla fine allenterebbe la presa facendo prevalere di nuovo la libido verso l'Altro, cioè Asuka, donandole "il suo animo sincero". Anche l'assistente alla regia Tsurumaki ha dato una propria interpretazione della sequenza, dicendo:
(Kazuya Tsurumaki)

### The End of Evangelioncome critica agli otaku
(Kazuaya Tsurumaki)
«Non ancoratevi al passato. Trovate qualcos'altro che vi possa piacere. [...]. Non fissatevi su Evangelion. È sempre meglio lasciare indietro una cosa che è già finita da tempo.»

— Messaggio di Kazuya Tsurumaki agli spettatori
The End of Evangelion riprende il messaggio principale della serie classica, creando una «storia sulla comunicazione interpersonale». Il lungometraggio è stato interpretato come una critica agli otaku, cioè gli appassionati ossessivi di animazione, videogiochi o e fumetti. Hideaki Anno, lui stesso con un trascorso da otaku, li giudicò «eccessivamente chiusi», autoreferenziali e introversi; dopo la fine della serie, inoltre, criticò gli appassionati che assorbiti da internet fuggivano dalla realtà, dicendo che i loro pareri «valgono quanto i graffiti nei bagni pubblici». Nel 1996 lo stesso regista si dichiarò deluso dell'accoglienza della serie originale, diventata «un luogo di rifugio in cui fuggire dalle cose spiacevoli». Egli ricevette anche critiche, e disse che: «I miei sentimenti sono concentrati tutti nel messaggio all'inizio del ventiseiesimo episodio. Non c'è finzione in quell'inquadratura; è la realtà ed è vero». La sua intenzione con The End of Evangelion era quella di dare agli spettatori «una bella doccia fredda» e farli svegliare e riportarli al mondo reale. Nell'ottica di Anno, tale critica, nonostante l'apparenza, è una forma di servizio o, stando alle sue parole, di fan service, perché in qualche modo utile agli spettatori.
Il Perfezionamento, in cui l'esistenza fisica dell'individuo svanisce in una fusione cosmica accomodante, è stato interpretato come una metafora della situazione degli otaku. Il lungometraggio, secondo il critico giapponese Manabu Tsuribe, si conclude proprio nel momento in cui Shinji riconosce Asuka come un essere separato da sé, l'Altro che «non potrà mai essere interiorizzato» completamente dalla coscienza, rifiutando il Perfezionamento. Per Shinji, infatti, interpretato da alcuni come un rappresentante degli otaku e di Anno, Asuka è «un'esistenza ambigua» che sfugge al suo controllo, e la sua ambiguità rappresenterebbe l'ambiguità dello stesso Evangelion; il loro rapporto è segnato da violenza e possessività, in una ironica critica alla tendenza autistica ed escapista degli appassionati d'animazione, incapaci di rapportarsi realmente alle altre persone e chiusi «nella propria stessa interiorità». Il lungometraggio secondo Nozomi Omori parlerebbe di come «convivere con gli anime», e sarebbe interpretabile come un tentativo di Anno di discutere con se stesso. Omori e Tsuribe hanno paragonato The End a Lamù - Beautiful Dreamer di Mamoru Oshii; in Beautiful Dreamer l'ambientazione si scopre essere un sogno, un mondo basato sui desideri di Lamù, e alla fine si torna alla realtà, che è una realtà animata, mentre in Evangelion, secondo Omori, «dopo aver sentito "Che schifo" non si può tornare al mondo animato» e si viene gettati immediatamente nella vita vera.
Shinji nella seconda parte di The End discute con Rei Ayanami, interrogandosi sulla natura dei sogni. Durante la scena dal vivo Ayanami gli dice che non si può sognare da soli, perché «non sarebbe un sogno, ma solo un'alternativa alla realtà», accusandolo di aver voluto ingannare la realtà con la propria fantasia. In contemporanea con il discorso di Rei scorrono sullo schermo foto di graffiti sugli uffici della Gainax e le immagini di alcuni appassionati al cinema Shinjuku Milano, dunque il concetto di sogno è stato interpretato come una metafora dell'animazione. In sovrimpressione gli autori inserirono la didascalia "È piacevole?" (気持ち、いいの？?); la domanda, stando al fascicolo ufficiale di The End, è rivolta sia agli appassionati, sia ai membri del personale di Eva. Secondo Yūichirō Oguro, curatore delle edizioni home video della serie, il segmento fu inserito per dimostrare che gli appassionati di animazione hanno gli stessi problemi di cui soffre Shinji e, al contempo, criticare gli appassionati che si rifugiano nella finzione. Per Andrea Fontana, scrittore e studioso di animazione giapponese, in quel momento gli otaku «potevano ammirare loro stessi, discutersi, proprio come faceva Shinji con se stesso», interpretando la scena come «una auspicabile rinascita per tutti». Alla fine delle riprese, inoltre, la Lilith con le sembianze di Rei si smembra e Shinji rifiuta la fusione cosmica del Perfezionamento. Secondo Oguro, Rei, personaggio di gran lunga più popolare della serie originale, rappresenterebbe il principio di piacere di Evangelion, e il suo smembramento indicherebbe la fine del sogno degli otaku e un ritorno al mondo reale.

## Distribuzione

Copertina italiana del DVD di The Feature Film.

Neon Genesis Evangelion: The End of Evangelion uscì nelle sale giapponesi il 19 luglio del 1997. Le prevendite iniziarono il 17 maggio, con la possibilità di usare dei biglietti inusati per Death and Rebirth. Assieme ai biglietti agli spettatori furono distribuite delle copie del manifesto ufficiale del lungometraggio. Il 16 luglio si tennero delle anteprime in contemporanea nelle città di Tokyo, Osaka, Nagoya e Kyushu. Il 17 luglio si svolse invece un'anteprima al cinema Yomiuri Hall. Nel 2014 la versione The Feature Film fu proiettata ai Toho Cinema di Nihonbashi durante il 27º Tokyo International Film Festival. Il 28 e il 29 agosto 2015, per celebrare l'uscita del cofanetto Blu-ray, la pellicola venne trasmessa assieme al primo episodio di Evangelion al Toho Cinema di Shinjuku. Il 4 dicembre 2020 fu annunciato il ritorno nelle sale del Revival, con proiezioni speciali in diverse sale cinematografiche del Giappone nel periodo fra l'8 e il 22 gennaio 2021 in occasione dell'uscita dell'ultimo capitolo del Rebuild.
In quasi tutti gli altri paesi fu distribuito solo per il mercato home video o per la trasmissione televisiva. In un primo momento l'azienda nordamericana A.D. Vision, responsabile dell'adattamento della serie originale, dichiarò di non essere interessata all'acquisizione dei diritti di distribuzione, a causa dell'alto prezzo che la Gainax richiese per le licenze. Nel luglio del 1998 smentì le precedenti dichiarazioni e annunciò di voler trattare con la Gainax per portare la pellicola oltreoceano. Nel 1999 i diritti furono acquistati per due milioni di dollari dall'azienda Manga Entertainment. L'azienda annunciò l'uscita dell'edizione occidentale del lungometraggio per l'ottobre dello stesso anno, ma la data di distribuzione slittò per varie ragioni. Inizialmente Manga Entertainment dichiarò di voler intervistare Hideaki Anno e Kazuya Tsurumaki, così da fornire agli appassionati occidentali una spiegazione ufficiale del lungometraggio, ma nella versione finale del DVD non fu inclusa alcuna intervista e la data di uscita fu rimandata ulteriormente nel settembre del 2002. In lingua portoghese, sotto il nome di Evangelion: la fi, venne trasmesso il 6 maggio 2011 alle ore 23:15 dall'emittente Canal 3XL.
Nel novembre del 2018 la piattaforma Netflix annunciò di aver acquisito i diritti per lo streaming del lungometraggio e della serie originale. La serie e i lungometraggi del 1997 uscirono su scala mondiale il 21 giugno dell'anno seguente. Per la pubblicazione su Netflix la serie e la pellicola vennero doppiati ex novo in varie lingue. Nel 2020 Dynit annunciò l'uscita della pellicola nelle sale italiane; per l'evento, previsto fra il 7 e il 9 dicembre dello stesso anno, la società dichiarò di voler usare il doppiaggio storico The Feauture Film senza modifiche. Qualche giorno dopo Dynit però comunicò il rinvio della proiezione, slittata a causa della pandemia di COVID-19 e tenutasi il 28, 29 e 30 giugno 2021.

### Data di uscita
Le varie date di uscita internazionali per le edizioni home video furono:
- 10 giugno 2002 negli Stati Uniti
- 9 ottobre 2002 in Australia e Nuova Zelanda
- 17 febbraio 2003 nel Regno Unito e Irlanda
- 4 agosto 2005 in Germania e Italia[169][170]
- 1º aprile 2011 in Spagna[171]

### Divieti
Il lungometraggio venne vietato ai minori di dodici anni in Francia; ai minori di tredici anni in Québec; ai minori di quattordici anni in gran parte del Canada e in Italia; vietato ai minori di quindici anni in Giappone e nel Regno Unito; vietato ai minori di sedici anni in Germania e a Singapore e ai minori di diciotto in Ontario, in Finlandia e in Corea del Sud.

### Edizione italiana

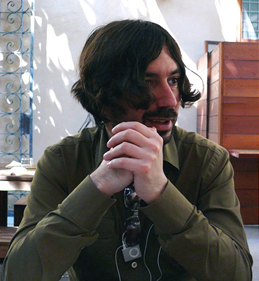
L'adattamento italiano di Gualtiero Cannarsi del lungometraggio e della serie, uscito nel 2019 su Netflix, ha suscitato polemiche

Nel 2005 l'azienda italiana Panini Video, in collaborazione con il distributore nordamericano Manga Entertainment, annunciò di aver acquistato i diritti del lungometraggio e di volerlo pubblicare senza censure. Per doppiare il lungometraggio furono chiamati gran parte dei doppiatori usati per l'adattamento italiano della serie originale, curato dalla Dynamic Italia. Il doppiaggio si svolse presso lo Studio P.V. di Milano e fu diretto da Fabrizio Mazzotta, con audio italiano Dolby Digital 5.1 e DTS. Nell'edizione Panini erano presenti dei difetti di pronuncia, e vennero aggiunti come extra i video promozionali del lungometraggio e l'Evangelion Encyclopedia, un'opera testuale contenente varie nozioni e ipotesi venute alla luce durante la serie. Rispetto all'adattamento Dynamic alcuni doppiatori furono sostituiti; Kaworu Nagisa fu doppiato da David Chevalier, Misato Katsuragi da Francesca Guadagno e Shigeru Aoba da Davide Marzi.
Nel 2009 Dynit acquistò i diritti per l'edizione Revival of Evangelion, comprensiva di entrambe le pellicole del 1997. Per la nuova edizione, intitolata Neon Genesis Evangelion: The Feature Film, i due lungometraggi furono doppiati con tutta la troupe originale Dynamic. Per l'edizione Dynit l'audio venne rimasterizzato in DTS, similmente all'edizione Renewal della serie originale. Nel cofanetto dell'edizione di lusso, limitata a tremila pezzi, vennero inclusi in omaggio delle speciali pellicole raffiguranti dei fotogrammi del lungometraggio e un fascicolo contenente diverse interviste al personale. L'edizione conteneva dei dischi con serigrafia invertita e sottotitoli poco leggibili, poi sostituiti dalla stessa Dynit.
Il 18 giugno 2012 The End of Evangelion è stato proiettato assieme all'intera serie originale presso il cinema Odeon di Bologna in occasione del Biografilm Festival. Il 21 maggio 2016 invece, nell'ambito dell'evento The Legacy of Evangelion ospitato nella rassegna NipPop 2016, la pellicola è stata proiettata assieme a Death(true)² presso il Piccolo Teatro del Baraccano della stessa città.
La pellicola venne pubblicata assieme alla serie su Netflix Italia il 21 giugno 2019. Per la nuova versione, registrata presso lo studio VSI di Roma, l'adattamento dei dialoghi fu curato da Gualtiero Cannarsi, il doppiaggio fu diretto da Mazzotta, mentre la troupe vocale venne quasi del tutto rinnovata. Il nuovo adattamento dei dialoghi andò incontro a critiche per delle scelte di traduzione e per la sintassi delle frasi, giudicate ampollose e difficilmente comprensibili; secondo Mazzotta la riscrittura dei copioni fece saltare alcuni turni di doppiaggio e il linguaggio «involuto e complicato» avrebbe creato problemi in sala, tanto da far minacciare alcuni doppiatori l'abbandono della serie. Il 28 giugno Netflix annunciò un nuovo doppiaggio italiano di The End of Evangelion e della serie, con una revisione dell'attuale adattamento: la traccia audio corrispondente venne rimossa dalla piattaforma, rendendoli visibili in lingua italiana soltanto attraverso i sottotitoli. Il nuovo doppiaggio fu pubblicato a luglio 2020, diretto questa volta da Roberto Stocchi e dialogato da Laura Cosenza. A novembre 2021 Dynit ha poi pubblicato l'edizione Blu-Ray di Neon Genesis Evangelion, comprensiva di Death(true)², The End of evangelion e contenuti extra.

### Edizioni home video
Il 12 agosto e il 9 settembre del 1998 furono distribuiti due Laserdisc chiamati Genesis 0:13 e Genesis 0:14 contenenti Air e A te il mio animo sincero come parte integrante dell'edizione home video della serie classica. In Genesis 0:13 vennero pubblicati Un mondo che finisce e Air; in Genesis 0:14 furono inclusi La bestia che gridò AMore nel cuore del mondo e A te, il mio animo sincero. Il 23 dicembre dello stesso anno uscì un cofanetto Lasedirsc giapponese chiamato Shinseiki Evangelion gekijō-ban Box LD (新世紀エヴァンゲリオン劇場版 BOX LD? lett. ""Neon Genesis Evangelion versione cinematografica Box LD"), contenente una versione del lungometraggio Death & Rebirth chiamata Death(true)² ed entrambi i segmenti di The End of Evangelion. Nel cofanetto furono inclusi dei contenuti extra, un fascicolo illustrativo e gli storyboard originali dei lungometraggi. Nel giugno del 2001 le pellicole furono pubblicate all'interno di un'uscita chiamata Second Impact Box.
Due anni più tardi la Gainax pubblicò una nuova edizione DVD della serie animata chiamata Renewal. In occasione della sua uscita venne operato un esteso rinnovo degli episodi della serie e delle versioni cinemtatografiche. Il comparto audio venne rinnovato in formato surround 5.1ch, con un nuovo doppiaggio sotto la direzione di Hideaki Anno e un nuovo controllo di dialoghi, musica ed effetti sonori. Il missaggio stereo per Magokoro wo, kimi ni si svolse il 12 e il 13 marzo, quello per Air il 15 marzo 2003. La nuova versione di The End fu inclusa nella decima uscita della Renewal, assieme a materiali di produzione inclusi nell'undicesimo DVD; nel giugno dello stesso anno uscì un cofanetto DVD contenente tutti e ventisei gli episodi della serie e i due lungometraggi conclusivi.
Nell'occidentale Platinum Edition, basata sulla Renewal giapponese, le pellicole furono escluse. Un nuovo cofanetto venne pubblicato dalla King Records il 1º agosto 2007, con il titolo di Neon Genesis Evangelion DVD-Box '07 Edition. Ad agosto del 2015, per celebrare il ventesimo anniversario della serie, The End of Evangelion venne pubblicato in un cofanetto dell'edizione Blu-ray Disc di Evangelion con video masterizzato in HD. A giugno 2019, in concomitanza con l'uscita su Netflix, i Blu-Ray vennero ripubblicati in un'edizione speciale chiamata Standard Edition.

## Accoglienza

### Incassi e accoglienza di pubblico
| Titolo                          | Data d'uscita     | Unità vendute (in decine di migliaia) |
| ------------------------------- | ----------------- | ------------------------------------- |
| DVD The Feature Film            | 22 settembre 1999 | 1.6                                   |
| Second Impact DVD-Box           | 22 giugno 2001    | 0.4                                   |
| Neon Genesis Evangelion DVD-box | 25 giugno 2003    | 2.6                                   |
| Riedizione The Feauture Film    | 27 novembre 2003  | 3.2                                   |
| DTS Collector's Edition         | 3 novembre 2004   | 0.1                                   |
| DVD-Box '07 Edition             | 1º agosto 2007    | 2.6                                   |

Nel 1997 Neon Genesis Evangelion in Giappone era al centro di dibattiti di portata nazionale. Dopo la trasmissione dei due episodi finali diventò un fenomeno sociale, ragion per cui attirò un gran numero di persone nei cinema, incuriosite dalle polemiche suscitate dal finale originale. Nello stesso periodo la versione cinematografica conquistò l'attenzione dei giornali giapponesi, nonché di una fetta di pubblico estranea all'animazione. Il secondo capitolo riuscì a superare Death and Rebirth e attirò nei primi tre giorni quattrocentomila spettatori nei cinema posizionandosi al terzo posto in botteghino, dietro Il mondo perduto - Jurassic Park e Princess Mononoke. The End of Evangelion in Giappone riuscì a incassare circa un miliardo e mezzo di yen, equivalenti a circa dodici milioni di euro, diventando il quarto lungometraggio giapponese più venduto del 1997. A questi si aggiunsero gli incassi della versione Revival, uscita nei cinema nipponici il 7 marzo 1998, che attirò nei cinema trecentomila spettatori.
In concomitanza con The End inoltre uscì nelle sale Princess Mononoke di Hayao Miyazaki, anch'esso caratterizzato da toni maturi e violenti; i media giapponesi in particolare furono attirati dal contrasto fra i manifesti dei due lungometraggi, uno con l'esortazione «Vivi!», e The End che aveva invece «Sarebbe meglio se morissero tutti». L'attesa fu alta, e in Giappone si formarono lunghe code per i biglietti della prima, fatto che attirò ulteriore attenzione mediatica. The End inoltre diventò a sua volta fonte di controversie per le scene di sesso e di violenza. Delle discussioni si generarono per la scena iniziale, in cui Shinji si masturba sul corpo di Asuka, ritenuta da alcuni appassionati una delle più sgradevoli della storia dell'animazione nipponica. Con gli anni il dibattito sui due finali di Evangelion non accennò a diminuire, rimanendo fonte di polemiche su internet anche dopo un ventennio dall'uscita del lungometraggio. Ulteriori polemiche si ebbero quando la pellicola andò in onda nella mezzanotte del 25 agosto 2014 su Nippon Television. NTV tagliò e censurò delle sequenze; la scelta suscitò proteste, sia da parte degli appassionati, sia da parte degli stessi autori. Il 30 agosto dello stesso anno venne trasmesso anche dalla rete televisiva TBS alle 2:53 di mattina, toccando lo 0,9% di share.

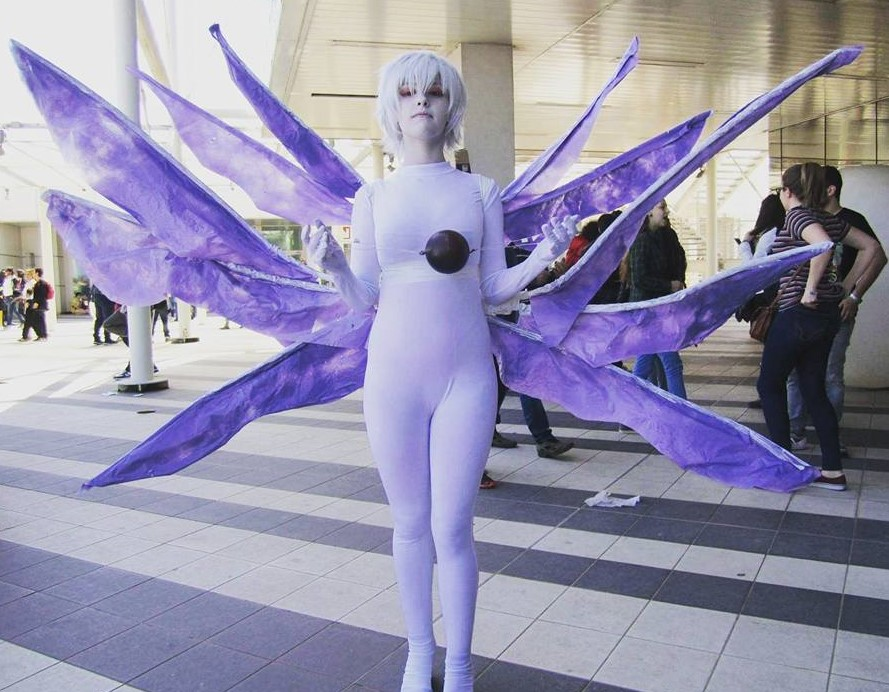
Cosplayer nei panni di Lilith al Romics 2016

La colonna sonora fu un successo di vendite; l'album, pubblicato nel settembre del 1997, riuscì a vendere più di centomila copie nella settimana di esordio. Le vendite superarono le aspettative e l'album riuscì a entrare fra i primi tre album della classifica Oricon, un traguardo che nessun anime dopo Galaxy Express 999 era riuscito a segnare e che rimase inviolato per altri dieci anni. In totale la colonna sonora riuscì a vendere circa quattrocentomila unità, a cui si aggiunsero le seicentomila copie vendute dal singolo Thanatos. Secondo una stima del 2015 di Merumo.ne.jp The End ha incassato due miliardi e mezzo di yen in totale, ossia più di venti milioni di euro. Anche l'edizione americana della Manga Entertainment ebbe successo, conquistando il ventesimo posto fra i DVD più venduti della settimana d'esordio. Nel 2021 fu proiettato con Death (true)² per tre giorni nei cinema italiani; il primo giorno incassò 51 849 e conquistò il primo posto nel botteghino, e a proiezioni terminate registrò più di 165 000 euro e 17 000 presenze, guadagnando il secondo posto della settimana.
Nel 1998 The End of Evangelion raggiunse il primo posto nell'Anime Grand Prix, un sondaggio annuale sul miglior anime del momento compiuto dalla rivista giapponese Animage. Il brano Thanatos - If I Can't Be Yours emerse quarto nella categoria relativa ai migliori brani musicali. Il Time Out New York propose lo stesso sondaggio ad animatori e registi; The End of Evangelion alla fine raggiunse il 65º posto. Su Rotten Tomatoes invece ha l'88% di recensioni positive.

### Critica
The End of Evangelion raccolse il plauso della critica cinematografica e fin da subito venne citato nelle classifiche sui migliori lungometraggi d'animazione di tutti i tempi. Paste, ad esempio, lo inserì al 46º posto, elogiandolo per il surrealismo e lo sperimentalismo, mentre la rivista cinematografica giapponese Cut lo nominò terzo. Lo scrittore Patrick Macias la nominò terza fra le migliori pellicole della storia del cinema, definendolo «il lungometraggio d'animazione giapponese più importante degli anni novanta», e Slant Magazine al 42º posto fra le migliori cento pellicole di fantascienza mai prodotte. Nick Creamer di Anime News Network lo decretò «il miglior finale della storia dell'animazione giapponese», descrivendo lo strangolamento di Asuka come «l'immagine più catartica che abbia visto in qualunque medium, una tragedia e una ricerca di onestà che riassume il vero significato di Evangelion». Secondo Real Live invece la battaglia fra Asuka e le nove unità della serie degli Eva «ha lasciato un segno nella storia dell'animazione nipponica». Comic Book Resources l'ha definita «il cuore pulsante dell'opera». Per Mike Crandol di Anime News Network la battaglia è un «trionfo di sangue a schizzi» che supera di gran lunga tutti i combattimenti della serie classica.

Il regista Wes Anderson ha posizionato The End tra le dieci pellicole animate migliori di tutti i tempi

Le scene violente e il pessimismo di fondo sono stati generalmente ben accolti dalla critica. La rivista Animage ha elogiato la visione apocalittica di The End, definendola «un bellissimo spettacolo da incubo [che] travolge lo spettatore». Diversi recensori di Mania.com lo hanno definito «un capolavoro». Anche la colonna sonora di Sagisu ricevette il plauso di Tiffani Nadeau di Mania.com.
Altri recensori rimasero confusi dalla trama, trovando alcune scene confusionarie e le riflessioni filosofiche fuori posto. Carlos Ross di T.H.E.M. Anime scrisse una recensione critica sulla pellicola; la seconda metà, secondo lui, «è così incoerente e ottusa da perdere il pubblico generalista» che la serie originale era riuscita ad attirare, nonché «qualsiasi tipo di pubblico». Ross arrivò a dire che The End of Evangelion «cerca di andare oltre [il concetto di] anime», e che, così facendo, esso non riesca a «intrattenere e farsi almeno capire dagli spettatori». Matthew Wise di The Anime Cafè ne giudicò negativamente lo sviluppo dei personaggi e la pesantezza dei rimandi filosofici, preferendo l'episodio finale della serie classica. Un altro parere critico fu espresso da Anime Planet, secondo cui The End «è crollato sotto il proprio peso filosofico»; il recensore ne criticò «le inutili simbologie», chiamandolo «sofisticato e deludente», e concluse la recensione dicendo: «End of Evangelion è certamente tra i peggiori anime che abbia mai visto».
In una recensione Newtype USA lo stroncò definendolo «la saga del fumo negli occhi»; la rivista ne criticò i riferimenti religiosi, «il melodramma adolescenziale e i pessimi genitori», suscitando in tal modo le proteste della Manga Entertainment, distributore nordamericano di The End. Il critico italiano Claudio Cordella nel suo libro Anime Robotiche lo ha descritto come «eccessivo nell'incomprensibilità così come nella violenza», perché «raggiunge livelli di morbosità da voltastomaco». La gran quantità di riferimenti culturali fu molto apprezzata invece da altri critici, come Mark Schilling, e venne difesa dallo scrittore Brain Camp, che scrisse che: «Non c'è bisogno di capire qualcosa per apprezzarla. Una grande opera d'arte custodita in un museo o in una galleria non sempre è comprensibile, ma può comunque affascinare». Anche Chris Beveridge di Mania.com giudicò positivamente la densità di simbologie: «Si possono formulare le interpretazioni più disparate, e questo per me è il segno di un ottimo lungometraggio».

## Merchandisinge influenza culturale
«Ho finalmente visto la versione cinematografica di Evangelion. [...] È ovvio che le persone che l'hanno creata non hanno amato la storia o i personaggi [della serie originale], quindi sono un po' deluso. Ma la realizzazione, l'azione e il montaggio sono superbi. [...] Non saprei dire se alla maggior parte delle persone sia piaciuto, ma, come scrittore, sono stato in grado di portare a casa qualcosa, da quest'opera.»

— Nobuhiro Watsuki
In occasione dell'uscita fu distribuita una vasta gamma di prodotti di merchandising dedicati a The End of Evangelion, fra i quali manifesti, bevande, action figure e indumenti. Nel 1997 vennero messi in vendita numerosi volumi amatoriali non autorizzati dedicati a Neon Genesis Evangelion, pubblicazioni che incontrarono il picco massimo di diffusione a luglio, in corrispondenza dell'uscita di The End of Evangelion, con librerie con angoli interamente riservate alla serie. Il 16 dello stesso mese uscì un volume intitolato The End of Evangelion: Il simbolo che io sono, pubblicato dalla casa editrice Gentosha e curato dalla fumettista Nobita Nobi. Il testo è l'unico volume amatoriale su Evangelion che riporta un testo scritto da Anno per l'occasione. Nei cinema inoltre venne distribuito al prezzo di ottocento yen un opuscolo illustrativo ufficiale su Evangelion in formato A4, soprannominato dagli appassionati occidentali Red Cross Book e contenente spiegazioni e interviste al personale del lungometraggio.
Nel 1997 la Kadokawa Shoten pubblicò due anime comic su The End of Evangelion: uno su Air, pubblicato il 28 ottobre 1997, e l'altro su A te il mio animo sincero, uscito il 18 novembre dello stesso anno. La Bandai invece distribuì un gioco di carte collezionabili, Evangelion Carddass Masters G (エヴァンゲリオン カードダスマスターズG?), uscito nel settembre del 1998 in allegato alla rivista giapponese RPG Magazine. I materiali di produzione, come storyboard, bozzetti e studi preparatori, vennero poi raccolti in due libri chiamati Groundwork of Evangelion: The Movie, pubblicati rispettivamente il 26 ottobre 2001 e il 18 gennaio 2002. Nel 2012 durante l'evento Shiohaku Expo 2012 venne costruita una riproduzione del personaggio di Rei Ayanami nei pressi della sede dell'emittente televisiva Nippon Television, prendendo spunto dalla scena in cui questa assume delle dimensioni gigantesche dopo essersi unita a Lilith.
Su internet The End of Evangelion generò dei meme, alcuni dei quali sulla canzone Komm, süßer Tod e la copertina ufficiale della pellicola, usata e modificata digitalmente dagli appassionati per crearne delle parodie. Secondo la rivista Dazed la pellicola avrebbe esercitato un'influenza su Wes Anderson, già appassionato della serie animata originale, per L'isola dei cani. La sequenza del combattimento fra Eva-02 di Asuka e i nove Eva Series fu fonte d'ispirazione per degli animatori come Yoshimichi Kameda e Yokota Takumi, character designer di Love Live! Nijigasaki High School Idol Club. The End of Evangelion ispirò Tetsuya Ogawa dei L'Arc~en~Ciel, che scrisse una canzone intitolata Anata (あなた? lett. "tu") prendendo spunto dal personaggio di Asuka, nella speranza che riuscisse ad aprire il proprio cuore nel corso della pellicola. Il gruppo Parkway Drive usò degli spezzoni del lungometraggio per il proprio album Don't Close Your Eyes. Citazioni e riferimenti alla pellicola sono stati rintracciati dai critici nella serie animata americana Steven Universe, in One Hour Photo di Mark Romanek, nell'anime Claymore, in Keroro, Chainsaw Man, Sayonara Zetsubō-sensei e nell'ultimo episodio di Devilman Crybaby, adattamento del manga di Nagai che ispirò a suo tempo Hideaki Anno. GameRant ha individuato un possibile riferimento al Third Impact presentato in The End of Evangelion nella serie Bleach: Thousand-Year Blood War. ComicBook.com ha inoltre interpretato una scena di My Hero Academia nella quale il personaggio di Muscular dice di avere una muscolatura con dodicimila strati come una possibile citazione a un dialogo di The End of Evangelion in cui Asuka sostiene che l'Eva-02 ha dodicimila lastre corazzate; lo stesso sito ha notato come l'autore di My Hero Academia, Kohei Horikoshi, si sia esplicitamente dichiarato un fervente appassionato dell'opera di Anno. Anche il lungometraggio d'animazione cinese Shiwan Ge Lengxiaohua omaggia The End of Evangelion nelle sequenze finali, in cui è udibile un pezzo simile a Komm, süsser Tod. Uno scenario apocalittico simile a quello di The End è presentato nel videogioco Death Stranding, sceneggiato e diretto da Hideo Kojima.